# AS SONABEL
El Association Sportive Société Nationale d'Electricité du Burkina Faso (en español: Asociación Deportiva de la Sociedad Nacional de Electricidad de Burkina Faso), conocido simplemente como AS SONABEL, es un equipo de fútbol de Burkina Faso que juega en la Primera División de Burkina Faso, la liga de fútbol más importante del país.

## Historia
Fue fundado en el año 1990 en la capital Uagadugú y es el club que representa a la Sociedad Nacional de Electricidad de Burkina Faso (SONABEL por sus iniciales en francés) y nunca han ganado el título de la máxima categoría. Su mejor suceso ha sido ser finalistas de la Copa de Burkina Faso en el año 2013, en la que perdió la final ante el ASFA Yennenga 1-2.
En vista de que el ASFA Yennenga clasificó para la Liga de Campeones de la CAF 2014, el SONABEL tuvo la plaza del campeón de copa para jugar su primer torneo continental, la Copa Confederación de la CAF 2014, en la cual fueron eliminados en la ronda preliminar al Difaa El Jadida de Marruecos.

## Palmarés
- Copa de Burkina Faso: 0
  - Finalista: 2

2013, 2016

## Participación en competiciones de la CAF
| Temporada | Torneo                       | Ronda      | Club            | Casa | Visita | Global |
| --------- | ---------------------------- | ---------- | --------------- | ---- | ------ | ------ |
| 2014      | Copa Confederación de la CAF | Preliminar | Difaa El Jadida | 0-0  | 0-1    | 0-1    |
| 2017      | Copa Confederación de la CAF | Preliminar | SC Gagnoa       | 0-0  | 0-3    | 0-3    |